# Cosmosatyrus antarctica
Cosmosatyrus antarctica är en fjärilsart som beskrevs av Reed 1877. Cosmosatyrus antarctica ingår i släktet Cosmosatyrus och familjen praktfjärilar. Inga underarter finns listade i Catalogue of Life.